# Glenea quatuordecimpunctata
Glenea quatuordecimpunctata é uma espécie de escaravelho da família Cerambycidae. Foi descrita por Stephan von Breuning em 1956. É conhecida a sua existência na Indonésia.

## Varietas
- Glenea quatuordecimpunctata var. flavipes Breuning, 1956
- Glenea quatuordecimpunctata var. ochraceomaculata Breuning, 1956